# Осман Паша (адмірал)

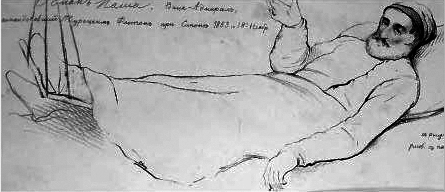
Осман Паша як військовополонений (з пораненою ногою) у російському полоні в Севастополі (1854)

Патрона (віцеадмірал) Осман Паша (бл. 1792; – бл. 1860) був османським морським офіцером, який очолював османські війська в битві при Сінопі та став військовополоненим. З полону був звільнений у 1855 році.

## Біографія
Він розпочав свою кар'єру у ВМС Єгипту. Йому довелося командувати бригом у битві під Наварино (1827) і єгипетським фрегатом після 1830 року. Під час єгипетсько-османської війни (1839–41) Осман приєднався до османського флоту, командував османським лінійним кораблем під час бомбардування Сент-Акра (1840) і з огляду на це став віцеадміралом (патрона).

Коли почалася російсько-османська Кримська війна, Османа Пашу відправили з невеликою флотилією, щоб доставити війська та матеріали до Батумі. Через негоду він вирішив зупинитися і перечекати в Сінопі, де 30 листопада 1853 року на нього напав російський адмірал Павло Нахімов. Флотилія Османа була знищена, сам він був поранений у ногу і потрапив у полон. З якого був звільнений у 1855 році, і хоча ранг патрона тим часом був скасований, він залишався членом Адміралтейства.

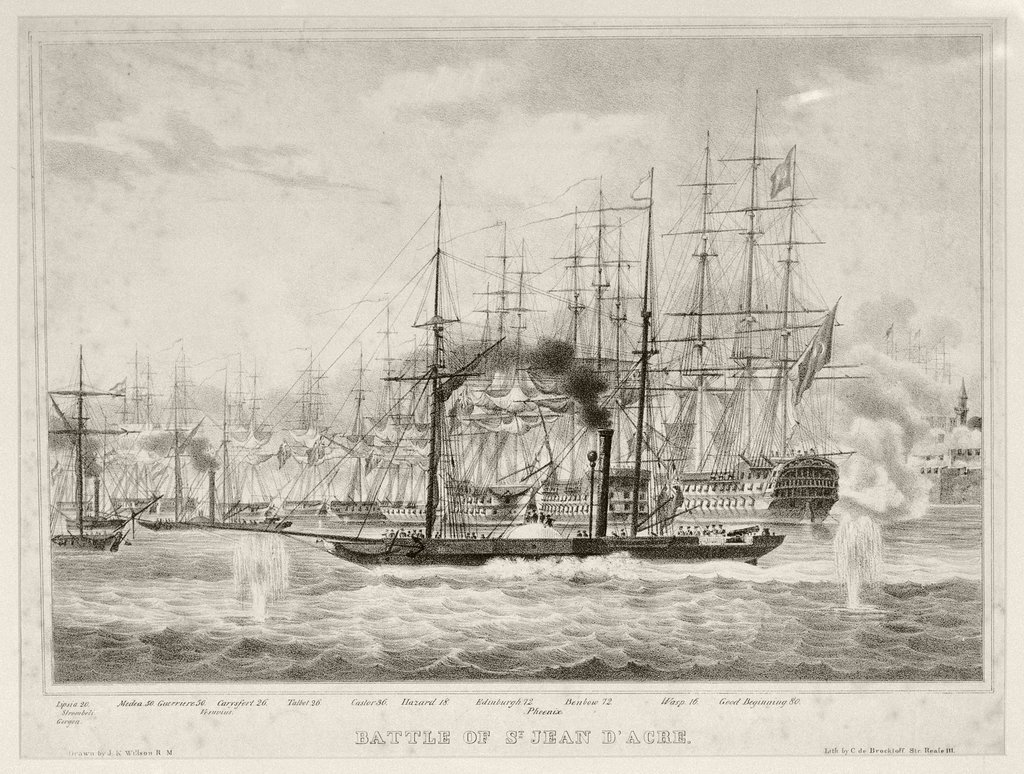
Османський лінійний корабель (на задньому плані) під час бомбардування Акко (1840)
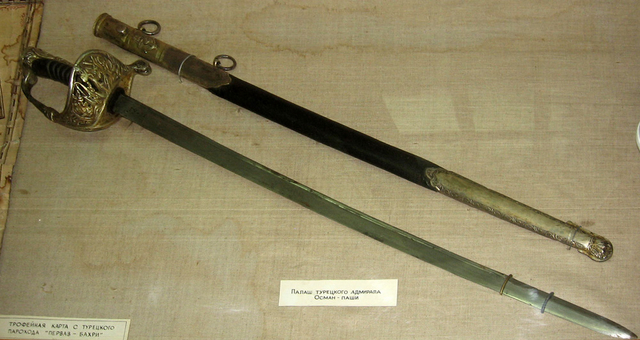
Після Синопської битви (1853) шабля Османа Паші залишилася в руках росіян.